# Karl Georg Albrecht Ernst von Hake

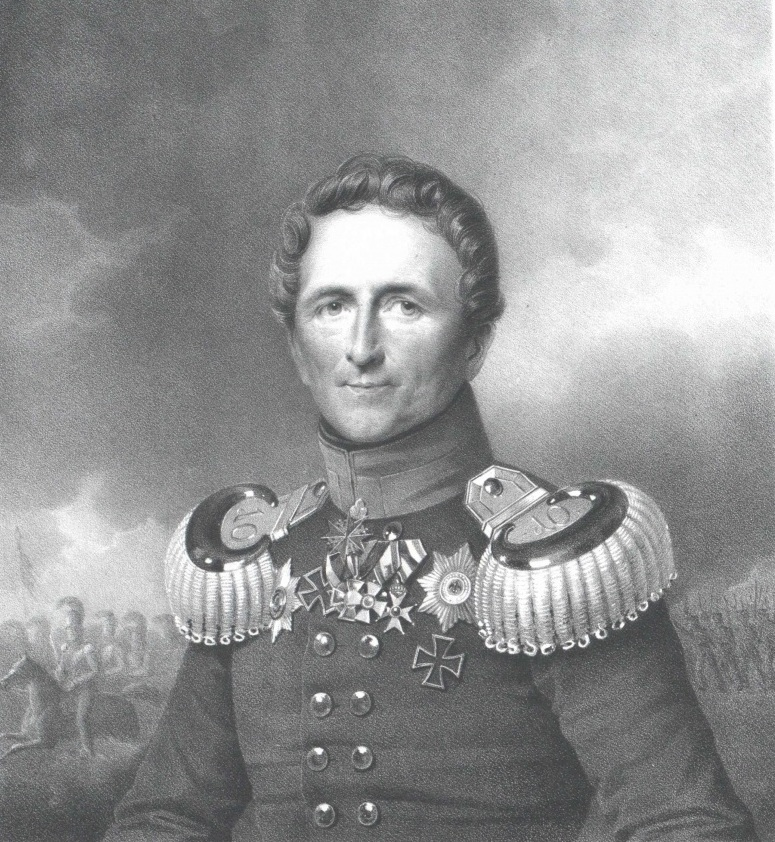
Imagem de Karl

Karl Georg Albrecht Ernst von Hake (Kremmen, 8 de agosto de 1768 — Nápoles, Itália, 19 de maio de 1835) foi general e ministro da guerra prussiano.
Hake ingressou no exército prussiano em 1785. Recebeu a Ordem Pour le Mérite com folhas de carvalho em 3 de abril de 1814 pelo seu desempenho durante as Guerras Revolucionárias Francesas sob o comando do duque de Brunswick.
Hake serviu como ministro da guerra de 17 de junho de 1810 até agosto de 1813 quando foi substituído por Hermann von Boyen. Retornando aos campos de batalha, ele é ferido na Batalha de Leipzig. Em 1819 Hake é indicado novamente ao ministério da guerra deixando o cargo de 1833.